# The Time of Our Lives
The Time of Our Lives ist die erste EP der US-amerikanischen Sängerin Miley Cyrus. Sie wurde am 28. August 2009 unter dem Label Hollywood Records veröffentlicht und erreichte Platz 2 in den Billboard 200. In Deutschland wurde die EP am 16. Oktober 2009 veröffentlicht und schaffte es auf Platz 9 der Albumcharts.

## Hintergrund
Cyrus blieb mit der EP dem von ihr gewohnten Pop-Rock-Stil treu. Ursprünglich war der 31. August 2009 als Veröffentlichungsdatum des Werkes vorgesehen, jedoch wurde es in verschiedenen Läden bereits am 28. August 2009 zum Verkauf angeboten, wodurch sich dieses Datum als das der Veröffentlichung durchsetzte. Ab dem 16. Oktober 2009 wurde eine internationale Version der EP außerhalb der Vereinigten Staaten veröffentlicht, welche zusätzlich das Lied The Climb enthält und ein anderes Cover hat. Der Titel Kicking and Screaming wurde im Original von Ashlee Simpson gesungen, die diesen 2005 auf ihrem Album I Am Me veröffentlichte.

## Veröffentlichte Singles

### Party in the U.S.A.
Die erste Single des Albums, Party in the U.S.A., wurde am 11. August 2009 veröffentlicht, nachdem Cyrus sie bereits einen Tag zuvor bei den Teen Choice Awards 2009 mit einem Liveauftritt vorstellte. Das Musikvideo zur Single wurde am 24. September 2009 veröffentlicht. Party in the U.S.A. erreichte Platz 2 der US-amerikanischen Billboard Hot 100. Des Weiteren ist die Single in den Vereinigten Staaten mit 9-fach Platin ausgezeichnet.

### When I Look at You
When I Look At You wurde am 26. März 2010 als zweite Single der EP und als Titellied des Filmes Mit Dir an meiner Seite veröffentlicht. Das Lied erreichte Platin-Status in den Vereinigten Staaten. Das Musikvideo wurde am 16. August 2009 gedreht und am 21. Februar 2010 offiziell veröffentlicht, nachdem es am 11. September 2009 bereits inoffiziell im Internet zu sehen war. Das Video enthält Szenen aus Mit Dir an meiner Seite. Auch der Schauspieler Liam Hemsworth ist im Video zu sehen.

## Titelliste
| #  | Titel                                        | Autor(en)                                                                   | Länge |
| -- | -------------------------------------------- | --------------------------------------------------------------------------- | ----- |
| 1. | Kicking and Screaming                        | John Shanks, Kara DioGuardi                                                 | 2:58  |
| 2. | Party in the U.S.A.                          | Lukasz Gottwald, Claude Kelly, Britney Spears, Shawn Carter Jessica Cornish | 3:22  |
| 3. | When I Look at You                           | John Shanks, Hillary Lindsey                                                | 4:09  |
| 4. | The Time of Our Lives                        | Lukasz Gottwald, Claude Kelly, Kesha Sebert, Pebe Sebert                    | 3:32  |
| 5. | Talk is Cheap                                | John Shanks, Amy Lindop                                                     | 3:40  |
| 6. | Obsessed                                     | Roger Lavoie                                                                | 4:04  |
| 7. | Before the Storm (mit Jonas Brothers) (live) | Nick Jonas, Joe Jonas, Kevin Jonas II                                       | 4:35  |
|    | Deluxe-Edition                               |                                                                             |       |
| 8. | The Climb                                    | Jessi Alexander, Jon Mabe                                                   | 3:55  |

## Kommerzieller Erfolg

### Chartplatzierungen
| ChartsChartplatzierungen       | Höchstplatzierung | Wochen |
| ------------------------------ | ----------------- | ------ |
| Deutschland (GfK)              | 9 (22 Wo.)        | 22     |
| Österreich (Ö3)                | 5 (21 Wo.)        | 21     |
| Schweiz (IFPI)                 | 23 (19 Wo.)       | 19     |
| Vereinigte Staaten (Billboard) | 2 (41 Wo.)        | 41     |
| Vereinigtes Königreich (OCC)   | 17 (11 Wo.)       | 11     |

| ChartsJahrescharts (2009)      | Platzierung |
| ------------------------------ | ----------- |
| Österreich (Ö3)                | 71          |
| Vereinigte Staaten (Billboard) | 34          |

### Auszeichnungen für Musikverkäufe
| Land/Region                  | Auszeichnungen für Musikverkäufe (Land/Region, Auszeichnung, Verkäufe) | Verkäufe  |
| ---------------------------- | ---------------------------------------------------------------------- | --------- |
| Australien (ARIA)            | Gold                                                                   | 35.000    |
| Dänemark (IFPI)              | Gold                                                                   | 10.000    |
| Deutschland (BVMI)           | Gold                                                                   | 100.000   |
| Frankreich (SNEP)            | Gold                                                                   | 50.000    |
| Irland (IRMA)                | Platin                                                                 | 15.000    |
| Neuseeland (RMNZ)            | 2× Platin                                                              | 30.000    |
| Österreich (IFPI)            | Gold                                                                   | 10.000    |
| Singapur (RIAS)              | Gold                                                                   | 5.000     |
| Spanien (Promusicae)         | Platin                                                                 | 80.000    |
| Ungarn (MAHASZ)              | Gold                                                                   | 3.000     |
| Vereinigte Staaten (RIAA)    | 3× Platin                                                              | 3.000.000 |
| Vereinigtes Königreich (BPI) | Gold                                                                   | 100.000   |
| Insgesamt                    | 8× Gold · 7× Platin ·                                                  | 3.438.000 |

Hauptartikel: Miley Cyrus/Auszeichnungen für Musikverkäufe